# Phyllotis stenops
Phyllotis stenops és una espècie de mamífer rosegador de la família dels cricètids. Viu al Perú. Durant molt de temps se'l classificà com a subespècie de P. andium, però el 2015 fou elevat a la categoria d'espècie basant-se en dades morfològiques. La diversificació d'aquesta espècie podria tenir a veure amb l'orogènesi dels Andes.